# Біла слобода
Біла слобода — поселення у Московському царстві, мешканці яких займалися тим же, що й посадські люди чорних слобід й чорних сотень. Різниця полягала в тому, що населення білих слобід жило на території білих земель, тобто на землях світських й духовних феодалів, й звільнялося від державних повинностей й сплати державних податків (тягла).
В окремих білих слободах мешкали також служиві люди (біломісцеві козаки, драгуни, рільні солдати, пушкарі та інші).
У зв'язку із звільненням промислового населення білих слобід від посадского тягла, останнє лягало на меншу чисельність платників. Посадські люди вимагали покінчити з таким становищем й 1649 роцку, після соляного бунту, приватновласницькі білі слободи були ліквідовані Соборним Укладенням 1649 року, й їх населення приписано до посад.